# Rodelinda
Rodelinda (auch Rodelinde genannt) war von 661 bis 662 und erneut von 671 bis 688 Königin der Langobarden. Sie war mit dem Agilolfinger Perctarit verheiratet, mit dem sie zwei Kinder hatte, nämlich Cunincpert und Wigilinde. Diese heiratete später den dux Grimoald II. von Benevent, während Cunincpert seinem Vater auf dem Thron folgte.
Von 662 bis 671 war Rodelinda, während ihr Ehemann vor Grimoald, dem Herzog von Benevent und ab 671 König der Langobarden, zunächst zu den Awaren, dann ins Frankenreich geflohen war, als Gefangene in Benevent. Dessen neuer Herrscher Romuald, der Sohn Grimoalds, erlangte als Gegenleistung für die Freilassung der Königin und ihres Sohnes im Jahr 671 eine beinahe autonome Stellung innerhalb des Reiches. Auch spielte Rodelinda eine wesentliche Rolle bei der Katholisierung des Reiches, gegen die sich unter ihrem Sohn Cunincpert (688–700) starker Widerstand formierte.

## Leben
Nach König Ariperts Tod im Jahr 661 wurde das Langobardenreich, was dort eine Einmaligkeit darstellte, unter die Söhne aufgeteilt. Daher regierten die Brüder Godepert mit Sitz („sedem regni“) in Ticinum (Pavia) und Perctarit von Mediolanum (Mailand) aus gemeinsam als gleichberechtigte Könige das Reich. Der Herzog von Benevent, Grimoald, nutzte indessen die instabile Lage durch den Regierungswechsel aus und begann, die Macht an sich zu reißen. Er ermordete Godepert, den er zunächst gegen seinen Bruder unterstützt hatte, und trieb Perctarit ins Exil zu den Awaren („ad regem Avarum cacanum“).

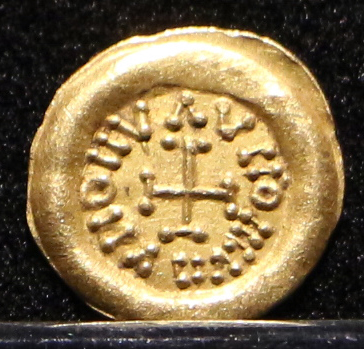
Goldmünze, Benevent, um 650–670 geprägt; auffällig die Pseudolegende

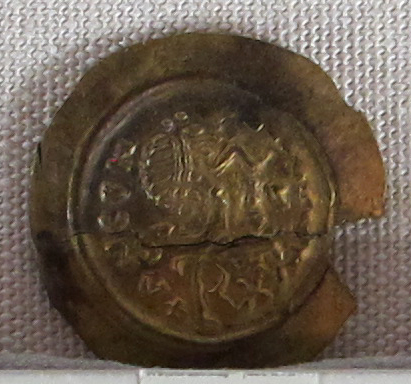
Unter Rodelindas Sohn geprägte Goldmünze

Dessen Frau Rodelinda und ihr gemeinsamer kleiner Sohn Cunincpert wurden als Geiseln nach Benevent gebracht („…uxorem Rodelindam et parvulum filium nomine Cunicpertum relinquens, quos Grimulald Beneventum in exilium direxit“). Grimoald, der sein Königtum durch den Adel bestätigen ließ und im Jahr 662 die namentlich nicht bekannte Schwester Perctarits heiratete, um seine Herrschaft zu legitimieren, herrschte damit unangefochten als neuer König über die Langobarden. Grimoald versuchte Perctarit unter dem Vorwand eines Friedensschlusses ins Langobardenreich zu locken, um ihn zu ermorden. Jedoch durchschaute Perctarit den Plan und floh ins fränkische Neustrien zu Königin Balthilde. Die Neustrier zogen gegen die Langobarden, doch unterlagen sie Grimoald im Jahr 663.
Mit dem Tod Grimoalds im Jahr 671 ging das Reich an dessen minderjährigen Sohn Garibald über, den er mit Rodelindas Schwägerin hatte. Perctarit zerschlug binnen weniger Wochen das Reich seines Neffen. Nach der Vertreibung Garibalds wurde Perctarit, der schon an den Alpenpässen von Gesandten des Paveser Hofes empfangen worden war, von einer Volksversammlung erneut zum König der Langobarden gewählt.
Perctarit wollte seine Frau sowie seinen Sohn aus dem beneventanischen Exil zurückholen, wozu er Verhandlungen mit Romuald von Benevent aufnahm. Um sein Ziel zu erreichen, musste er Romuald eine fast autonome Stellung im Langobardenreich einräumen. Um 680 ließ er mit päpstlicher Unterstützung seinen Sohn als designierten Nachfolger annehmen.
Unter Perctarit, der im Gegensatz zu seinen arianischen Vorgängern ein gläubiger Katholik war, wurde die katholische Konfession im Langobardenreich zur Religion auch für die Langobarden, die bis dahin vom Rest der Bevölkerung durch ihr hergebrachtes Bekenntnis in religiösen Angelegenheiten getrennt waren.
In Mailand fand unter Leitung des Mansuetus eine Synode statt. Außerdem gestattete er 16 Suffraganen, nach Rom zu gehen, um einem von Papst Agatho dort einberufenes Konzil im Jahr 680 beizuwohnen. Dort sollten den Legaten Instruktionen erteilt werden, um dann zum ökumenischen Konzil an den kaiserlichen Hof nach Konstantinopel zu reisen. Auch wurde im Rahmen eines Friedensvertrages das Langobardenreich durch den Kaiser anerkannt. Perctarit und sein Sohn mussten im Gegenzug auf weitere Expansion verzichten.
In Pavia ließ Perctarit, der 688 starb, das Agatha-Kloster bauen, während Königin Rodelinda vor der Stadt im Jahr 677 die Basilika Sanctae Dei Genitricis (Kirche der Heiligen Mutter Gottes) auf der heidnischen Kultstätte Ad Perticas errichten ließ – daher auch S. Maria alle Pertiche genannt. Erste Äbtissin des Agatha-Klosters wurde die langobardische Prinzessin Cuninperga. Ganz in der Nähe der Rodelinda-Gründung entstand mit der Kirche S. Adriano die Grablege späterer Langobardenkönige. Auch versammelten sich dort die Großen des Reiches, als König Liutprand im Jahr 735 mit dem Tod rang, um einen Nachfolger zu wählen. Santa Maria alle Pertiche wurde 924 durch ein Feuer in Mitleidenschaft gezogen. Ein königliches Privileg von 940 übereignete der Kirche eine Reihe von Privilegien. Die Kirche verschwand beim Bau des Kastells der Visconti, die Nonnen zogen 1408 in die Gemeinde Santa Giustina um. Dort entstand eine Kirche mit dem alten Namen, die jedoch später Santa Franca geweiht wurde.

## Künstlerische Rezeption

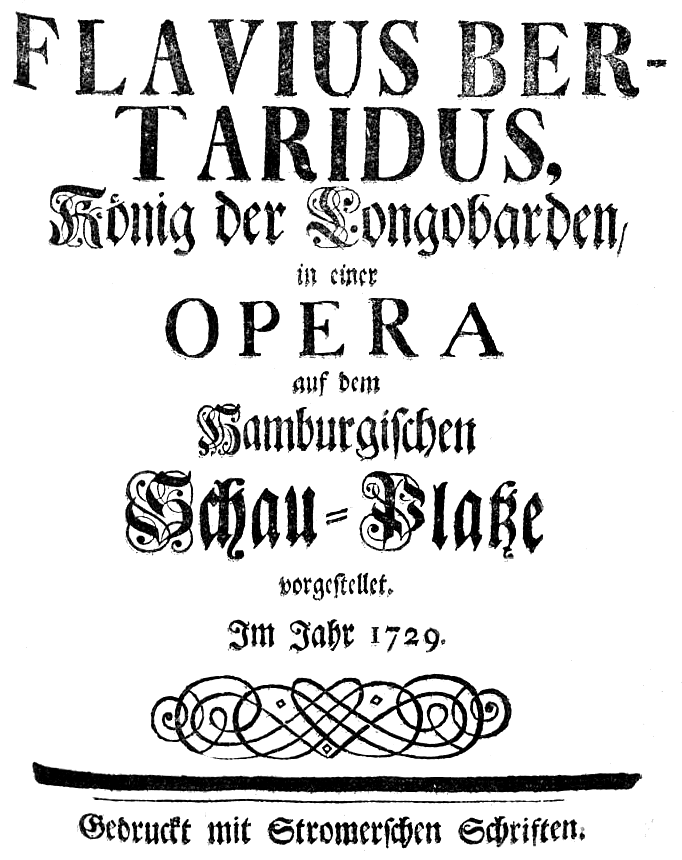
Opere Flavius Bertaridus, König der Longobarden, Titelblatt des Librettos, Hamburg 1729

Rodelinda ist eine Hauptfigur der Opern Rodelinda, regina de’ Longobardi von Georg Friedrich Händel und Flavius Bertaridus, König der Longobarden von Georg Philipp Telemann, die 1725 in London beziehungsweise 1729 in Hamburg uraufgeführt wurden.